# Coqueiro Seco
Coqueiro Seco là một đô thị thuộc bang Alagoas, Brasil. Đô thị này có diện tích 40,4 km², dân số năm 2007 là 5314 người, mật độ 129,21 người/km².